# Freightliner FS-65
Freightliner FS-65 — це шасі шкільного автобуса з капотом (звичайного стилю), яке вироблялося компанією Freightliner з 1997 по 2007 рік. FS-65, заснований на середньовантажних вантажівках Freightliner FL-Series, виготовлявся в основному для школи, хоча комерційні автобуси та автобуси з розрізною кабіною також були побудовані з використанням шасі FS-65. Випускались до листопада 2006 року, яка була автобус.

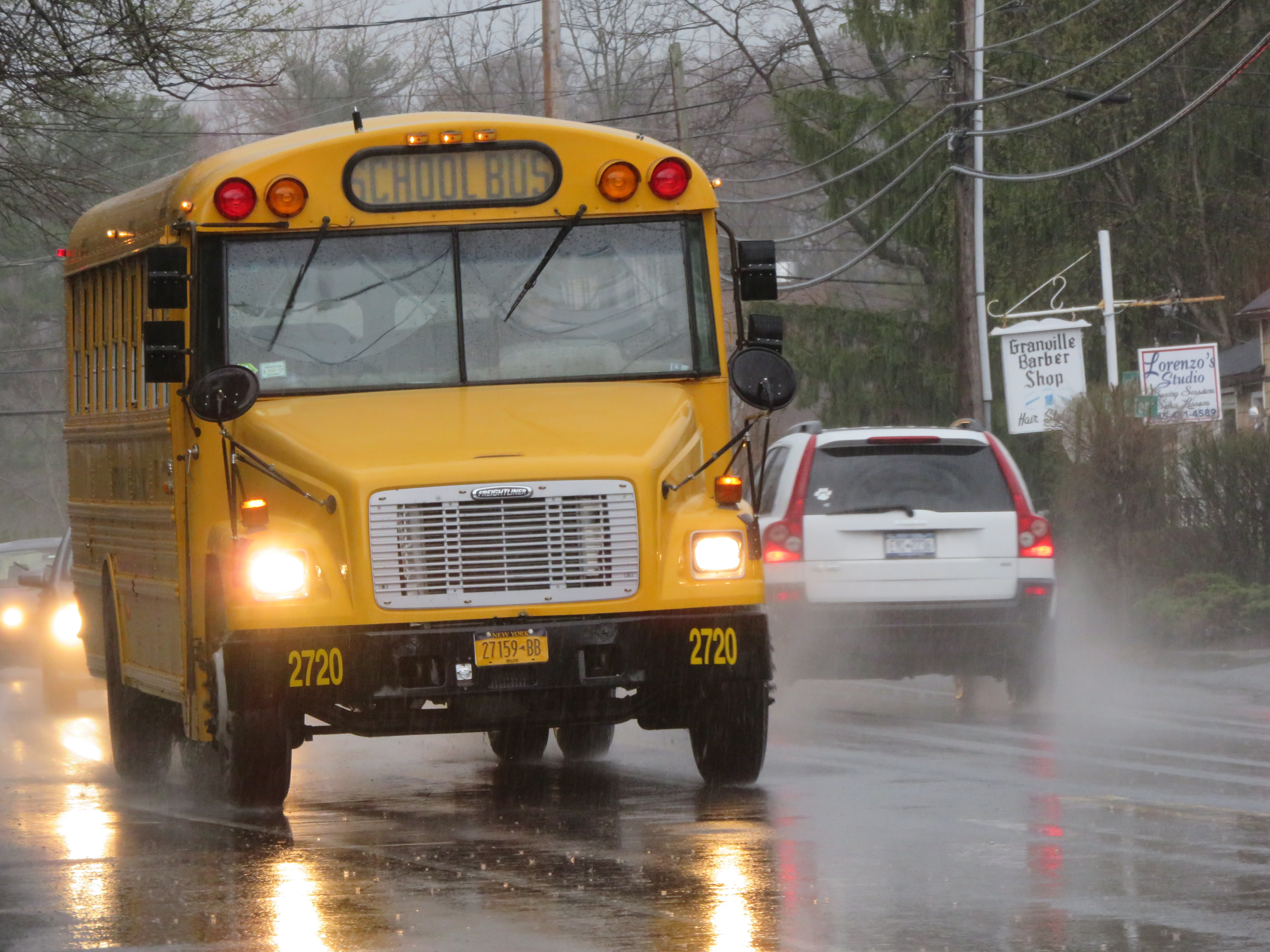

Незважаючи на те, що Freightliner розроблявся до придбання нею лінійки важких вантажівок Ford наприкінці 1996 року (і лінійки вантажівок середньої вантажопідйомності не були включені до продажу), FS-65 продовжував служити непрямим наступником шасі Ford B-Series. Після 1998 року Ford зосередив виробництво автобусів на шасі фургонів, залишивши Freightliner придбати більшу частину ринку виробництва повнорозмірних автобусів, що належать Ford.
У 2001 році Freightliner представив друге покоління бізнес-класу, M2. У 2004 році Thomas Saf-T-Liner C2 був представлений як варіант шкільного автобуса M2. FS-65, що продавався разом з C2, залишався у виробництві до 2007 модельного року; останній шкільний автобус Thomas на базі FS-65 був виготовлений в листопаді 2006 року.